# Saint-Priest-des-Champs
Saint-Priest-des-Champs är en kommun i departementet Puy-de-Dôme i regionen Auvergne-Rhône-Alpes i centrala Frankrike. Kommunen ligger i kantonen Saint-Gervais-d'Auvergne som tillhör arrondissementet Riom. År 2022 hade Saint-Priest-des-Champs 726 invånare.

## Befolkningsutveckling
Antalet invånare i kommunen Saint-Priest-des-Champs
| Referens: INSEE |